# Dai (criptomoeda)
Dai (ou DAI, anteriormente Sai ou SAI ) é uma stablecoin na blockchain Ethereum cujo valor é mantido o mais próximo possível de um dólar dos Estados Unidos através de um sistema de participantes descentralizados incentivados por contratos inteligentes para desempenhar funções de manutenção e governança . O Dai é mantido e regulamentado pela MakerDAO, uma organização autônoma descentralizada (DAO) composta pelos proprietários de seu token de governança, MKR, que pode propor e votar alterações em determinados parâmetros de seus contratos inteligentes, a fim de garantir a estabilidade do Dai.
Juntos, Dai e MakerDAO são considerados o primeiro exemplo de finanças descentralizadas a receber adoção significativa.
O Dai é criado e destruído por meio de um processo de empréstimo e reembolso com excesso de garantia facilitado pelos contratos inteligentes da MakerDAO na forma de um aplicativo descentralizado . Os usuários que depositam um dos tipos de garantia aceitos (como Ether ) podem gerar novos DAI, como um empréstimo, contra o valor de sua garantia. O valor em dólares da garantia dividido pelo valor do DAI emprestado é o índice de garantia do empréstimo; isto é calculado utilizando o preço em dólares americanos de uma unidade do activo colateral, conforme relatado por um conjunto de oráculos descentralizados. Cada tipo de empréstimo tem um índice mínimo de garantia, que geralmente fica na faixa de 110-200%. Se o índice de garantia de um empréstimo cair abaixo do índice mínimo, qualquer pessoa pode acionar uma função do contrato para fazer com que uma parte da garantia seja vendida para DAI em uma bolsa descentralizada, que é então usada para saldar a dívida e pagar um recompensa para a conta que chamou a função. Definir um rácio mínimo bem acima de 100% proporciona tempo suficiente para vender a garantia no caso de uma queda repentina no preço do ativo; geralmente, quanto menor for o índice mínimo, maior será a taxa de juros, para compensar o risco sistêmico.
Após o reembolso do empréstimo e dos juros acumulados, o Dai devolvido é automaticamente destruído e a garantia fica disponível para saque. Desta forma, pode-se dizer que o valor em dólares do Dai é respaldado pelo valor em dólares das garantias subjacentes mantidas pelos contratos inteligentes da MakerDAO. Ao controlar os tipos de garantias aceitas, os índices mínimos de garantia e as taxas de juros para empréstimo ou armazenamento de Dai, a MakerDAO é capaz de controlar a quantidade de Dai em circulação e, portanto, seu valor.
O poder de propor e implementar alterações em tais variáveis é concedido, por meio de código, aos detentores do token MKR. Os proprietários do token de governança podem votar nas modificações propostas em proporção igual à quantidade de tokens que possuem. O token MKR também serve como investimento no sistema MakerDAO. Os juros adicionais que os mutuários pagam, além do principal do empréstimo, são usados para comprar tokens MKR do mercado e queimá-los, tirando-os permanentemente de circulação . Este mecanismo visa tornar o MKR deflacionário em correlação com as receitas dos empréstimos da Dai.

## História
MakerDAO foi formada em 2014 pelo empresário dinamarquês Rune Christensen.
Em 18 de dezembro de 2017, o Dai foi lançado na rede principal Ethereum . O preço do Dai foi mantido com sucesso perto de um dólar americano durante o seu primeiro ano de existência, embora o preço do Ether, a única garantia disponível na altura, tenha diminuído mais de 80% durante o mesmo período.
Em setembro de 2018, a empresa de capital de risco Andreessen Horowitz investiu US$ 15 milhões na MakerDAO comprando 6% de todos os tokens MKR.
Em 2018, a MakerDAO formou a Maker Foundation, administrada em Copenhague, que serve para ajudar a inicializar o ecossistema, por exemplo, escrevendo o código necessário para que a plataforma funcione e se adapte.
Em 2019, a MakerDAO enfrentou dificuldades internas sobre se deveria se integrar mais ao sistema financeiro tradicional. Christensen queria maior conformidade regulatória para permitir que ativos além da criptomoeda servissem como garantia para a Dai. A luta levou à saída do CTO da MakerDAO.
Em março de 2020, como resultado da extraordinária volatilidade do mercado no início da pandemia da COVID-19, a Dai sofreu uma espiral de desalavancagem deflacionária que, no seu pico, fez com que fosse negociada por até 1,11 dólares antes de retornar à avaliação pretendida de $ 1,00.

## Nome
Segundo Rune Christensen, o nome da criptomoeda é baseado no caracter chinês貸, que ele traduziu como “emprestar ou fornecer capital para um empréstimo”.